# متلازمة لوفغرين
متلازمة لوفغرين هي نوع من الغرناوية الحادة ؛ التي تتكرر لدى نساء الدول الإسكندنافية وأيرلندا وإفريقيا وبورتوريكو.
ولقد اكتشفت في عام 1953م؛ على يد سفين هالفار لوفغرين (Sven Halvar Löfgren)، وهو طبيب سويدي.
يعتقد البعض أنه تم التعرف على هذه الحالة بطريقة غير دقيقة.

## الظهور
تتميز متلازمة لوفغرين بتضخم العُقد اللمفاوية القريبة من حدود الرئتين الداخلية (المعروفة بنقيرية تضخم العقد اللمفية) كما تتم مشاهدتها في صور الأشعة السينية بالإضافة إلى العقد الحمراء الحساسة (حمامى عقدية) الموجودة بصورة تقليدية على قصبة الساق، التي تكون في النساء غالبًا. وقد تكون مصحوبة أيضًا بـ التهاب المفاصل (الأكثر بروزًا في الرجال) والحُمى. وفي كثير من الأحيان يكون التهاب المفاصل حادًا ويشمل الأطراف السفلية.
وتتكون متلازمة لوفغرين من ثالوث الحمامى العقدية وتضخم الغدد النُقيرية الثنائية في تصوير الصدر بالأشعة السينية والتهاب العنبية.

## توقعات سير المرض
عادة ما تكون توقعات سير المرض في متلازمة لوفغرين جيدة، بنسبة>90% في المرضى الذين تستقر حالتهم لمدة عامين.
فإن المرضى الذين يعانون من حالة تشوهات الجلد في الذئبة التثليجية في المقابل، أو التشوهات القلبية أو العصبية المتداخلة نادرًا ما تخف لديهم حالة المرض.

## الوراثة
أظهرت الدراسات الحديثة أن الجين البشري HLA-DQB1* 0201 مرتبط ارتباطًا وثيقًا بمتلازمة لوفغرين.
فهو مرتبط مع الجين البشري HLA-DRB1*03.